# Teorema de Nagell-Lutz
En matemáticas, el teorema de Nagell-Lutz es el resultado en la geometría diofántica de las curvas elípticas.
Este teorema fue probado de forma independiente por el noruego Trygve Nagell en 1935 y la francesa Élisabeth Lutz en 1937.
Sea

{\displaystyle E=y^{2}=f(x)=x^{3}+ax^{2}+bx+c}

 una curva elíptica no singular, con coeficientes enteros {\displaystyle a,b,c}, y sea:

{\displaystyle D=-4a^{3}c+a^{2}b^{2}+18abc-4b^{3}-27c^{2}}

entonces un punto {\displaystyle P=(x,y)} de orden finito cumple que:
{\displaystyle y=0}
en cuyo caso el orden del punto es 2, o:
{\displaystyle y|D}.
- Datos: Q3527132